# Ліз Чейні
Елізабет Лінн Чейні Перрі (англ. Elizabeth Lynne Cheney Perry; нар. 28 липня 1966, Медісон, Вісконсин) — американська політична діячка, юристка. Член Палати представників США від штату Вайомінг з 2017 року, голова Конференції республіканців з 3 січня 2019 до 12 травня 2021 року. Усунена з цієї посади ультраправими прихильниками Трампа через незгоду Чейні проявляти безумовну лояльність до дискредитованого президента.

## Біографія
Народилася 28 липня 1966 року в Медісоні (штат Вісконсин, США) в родині політиків Діка та Лінн Чейні (до шлюбу Вінсент; обидва нар. 1941), одружених з 29 серпня 1964 року. У Елізабет є молодша сестра — ЛГБТ-активістка Мері Чейні (нар. 1969).
Елізабет Чейні закінчила «Colorado College», «University of Chicago Law School» і «Oriental Institute».

## Кар'єра
До вступу на юридичний факультет працювала у Державному департаменті протягом п'яти років і Агентстві США з міжнародного розвитку у період з 1989 до 1993 рр. Після 1993 року Чейні влаштувалася на роботу в «Armitage Associates LLP», консалтингову фірму, засновану Річардом Ермітіджем.
Після закінчення юридичного факультету займалася юридичною практикою в приватному секторі та працювала міжнародною адвокаткою і була консультанткою Міжнародної фінансової корпорації.

## Особисте життя
Її чоловік — юрист Філіп Перрі. У подружжя є п'ятеро дітей, троє дочок і два сини — Кейт Перрі (нар. 1994), Елізабет Перрі (нар. 1997), Грейс Перрі (нар. 2000), Філіп Річард Перрі (нар. у липні 2004) і Річард Перрі (нар. 11.07.2006).